# Georges Blachette
Georges Blachette (né le 27 septembre 1900 à Mustapha (devenue Sidi M'Hamed quartier d'Alger), décédé le 5 novembre 1980 à Saint-Martin-de-Crau, France) est un homme d'affaires et homme politique français. Il a été député d'Alger de 1951 à 1955.
Originaire d'une famille de menuisiers installée en Algérie quasiment depuis 1830, il est d'abord le propriétaire et le P.-D.G. de la Société Générale des Alfas, alors détentrice d'un monopole de facto sur cette matière première, puis devient P.-D.G. de la Société Algérienne des Eaux, avant de reprendre le quotidien Le Journal d'Alger en 1949.
Il quitte l'Algérie en 1962.